# Bakovac Kosinjski
Bakovac Kosinjski falu Horvátországban Lika-Zengg megyében. Közigazgatásilag Perušićhoz tartozik.

## Fekvése
Otocsántól légvonalban 18 km-re közúton 38 km-re délre, községközpontjától légvonalban 15 km-re közúton 20 km-re északnyugatra az Északi-Velebit hosszan elnyúló kelet-nyugati irányú völgyében fekszik.

## Története
Területe már a római korban is lakott volt. Ezt igazolja az a római kori latin nyelvű feliratos kő, amely az Ortoplin és Parentin nemesi birtokok közötti határt jelöli. Bakovac területén a középkorban is falu állt, amely egy bužanai nemesi család a Ljupčoćok birtoka volt. Középkori templomának romjain építették fel mai kápolnáját. A templom egykori jelentőségét mutatja, hogy a Frangepán család egyik tagjának a temetkezőhelye volt. 1522-ben Hasszán mosztári pasa támadása során a közeli Koszinj vára is súlyos károkat szenvedett. Megkezdődött a horvát lakosság menekülése a Magyar Királyság biztonságosabb területeire. A következő három évben a terület lényegében lakatlanná vált. 1527-ben a vidék több mint százötven évre török megszállás alá került. 1689-ben a terület felszabadult a pogány uralma alól és a szabaddá vált területre katolikus horvátok települtek. A falunak 1857-ben 659, 1910-ben 1308 lakosa volt. A trianoni békediktátum előtt Lika-Korbava vármegye Perušići járásához tartozott. Ezt követően előbb a Szerb–Horvát–Szlovén Királyság, majd Jugoszlávia része lett. 1991-ben lakosságának 99 százaléka horvát nemzetiségű volt. 1991-ben a független Horvátország része lett. 2011-ben 122 lakosa volt, akik főként állattartással és földműveléssel foglalkoztak.

## Nevezetességei
- Középkori templomának romjain három glagolita feliratos kőtáblát és a Frangepán család egyik tagjának sírkőlapját találták meg. Szent Vid tiszteletére szentelt kápolnájának[2] homlokzatán rusztikus kivitelezésű lunetta látható, ide van befalazva az egyik régi feliratos kőtábla és a régi templomból 1517-ből származó Frangepán-címeres sírkőlap, utóbbi fordítva van befalazva. Egy másik feliratos tábla a hajó déli főfalába van befalazva.
- Bakovac felett az erdőben a Begovača forrásnál található a 4. századi a római kori latin feliratos kő, amely az Ortoplin és Parentin nemesi birtokok közötti határt jelöli. Feliratának szövege: "EX CONVENTIONE FINIS INTER ORTHOPLINOS ET PARENTINOS ADITUS AD AQUAM VIVAM ORTHOPLINIS D PASSUS LATUS"

## Lakosság
| Lakosság változása | Lakosság változása | Lakosság változása | Lakosság változása | Lakosság változása | Lakosság változása | Lakosság változása | Lakosság változása | Lakosság változása | Lakosság változása | Lakosság változása | Lakosság változása | Lakosság változása | Lakosság változása | Lakosság változása | Lakosság változása |
| ------------------ | ------------------ | ------------------ | ------------------ | ------------------ | ------------------ | ------------------ | ------------------ | ------------------ | ------------------ | ------------------ | ------------------ | ------------------ | ------------------ | ------------------ | ------------------ |
| 1857               | 1869               | 1880               | 1890               | 1900               | 1910               | 1921               | 1931               | 1948               | 1953               | 1961               | 1971               | 1981               | 1991               | 2001               | 2011               |
| 659                | 0                  | 0                  | 1.015              | 1.163              | 1.308              | 1.058              | 996                | 1.064              | 935                | 813                | 697                | 472                | 372                | 187                | 122                |